# Mária Ludovika Vilma bajor királyi hercegnő
Ludovika Vilma (ismert még mint Bajorországi Ludovika Vilma, németül: Ludovika Wilhelmine von Bayern; München, Bajor Királyság, 1808. augusztus 30. – München, Bajor Királyság, 1892. január 26.), a Wittelsbach-házból származó bajor királyi hercegnő, I. Miksa bajor király és Badeni Karolina ötödik leánya, Miksa József bajor herceg felesége. Gyermekei között van többek között Erzsébet, Sissi császárné és királyné is.

## Élete

### Származása
Mária Ludovika Vilma bajor hercegnő Münchenben, a Bajor Királyság fővárosában született.
Édesapja IV. Miksa József bajor herceg, választófejedelem (1756–1825) volt, Frigyes Mihály pfalz-zweibrückeni uralkodó herceg (1724–1767) és Maria Franziska Dorothea von Pfalz-Sulzbach hercegnő (1724–1794) második fia, 1806-tól I. Miksa néven bajor király.
Édesanyja Miksa második felesége, az evangélikus vallású Karolina Friderika Vilma badeni hercegnő (1776–1841) volt, Károly Lajos badeni trónörökös herceg és Amália hessen–darmstadti hercegnő leánya, 1806. január 1-jétől az új Bajor Királyság királynéja. 8 gyermekük sorában Mária Ludovika Vilma született hetedikként, de csak öten érték meg a felnőttkort. 
1. Egy halva született fiú (*/† 1797)
2. Károly herceg (1800–1803), kisgyermekkorban meghalt.
3. Erzsébet Ludovika hercegnő (1801–1873), aki 1823-ban IV. Frigyes Vilmos porosz királyhoz (1795–1861) ment feleségül.
4. Amália Auguszta hercegnő (1801–1877),Erzsébet Ludovika hercegnő ikertestvére, aki 1822-ben I. János szász királyhoz (1801–1873) ment feleségül.
5. Mária Anna Leopoldina hercegnő (1805–1877), Zsófia Friderika hercegnő ikertestvére, aki 1833-ban II. Frigyes Ágost szász királyhoz (1797–1854) ment feleségül, Szászország királynéja lett.
6. Zsófia Friderika Dorottya hercegnő (1805–1872), aki 1824-ben Habsburg–Lotaringiai Ferenc Károly főherceghez (1802–1878) ment feleségül, az ő 1830-ban született fiuk lett I. Ferenc József császár és király.
7. Mária Ludovika Vilma hercegnő (1808–1892), Miksa József bajor herceg felesége, Erzsébet császárné és királyné anyja.
8. Maximiliana Jozefa Karolina hercegnő (1810–1821), gyermekként meghalt.

Édesapjának első házasságából, amelyet  Auguszta Vilma Mária hessen–darmstadti hercegnővel (1765–1796), Georg Wilhelm von Hessen-Darmstadt herceg (1722–1782) és Maria Luise Albertine von Leiningen-Dagsburg-Falkenburg (1729–1818) grófnő leányával kötött, öt gyermeke született, Mária Ludovika hercegnő féltestvérei:
1. Lajos Károly Ágost herceg (1786–1868), 1825-től I. Lajos néven bajor király.
2. Auguszta Amália Ludovika hercegnő (1788–1851), aki Jozefina francia császárné első házasságából való fiához, Eugène de Beauharnais-hoz, az Itáliai Királyság francia alkirályához, Leuchtenberg hercegéhez ment férjhez.
3. Amália Mária Auguszta hercegnő (1790–1794), kisgyermekként meghalt.
4. Sarolta Auguszta Karolina hercegnő (1792–1873), akinek első férje I. Vilmos württembergi király, második férje I. Ferenc osztrák császár, magyar és cseh király lett.
5. Károly Tivadar Miksa herceg (1795–1875) tábornagy, aki a polgári származású Marie-Anne-Sophie Petin-nel (1796–1838) kötött rangon aluli házassága miatt elveszítette trónöröklési jogát.

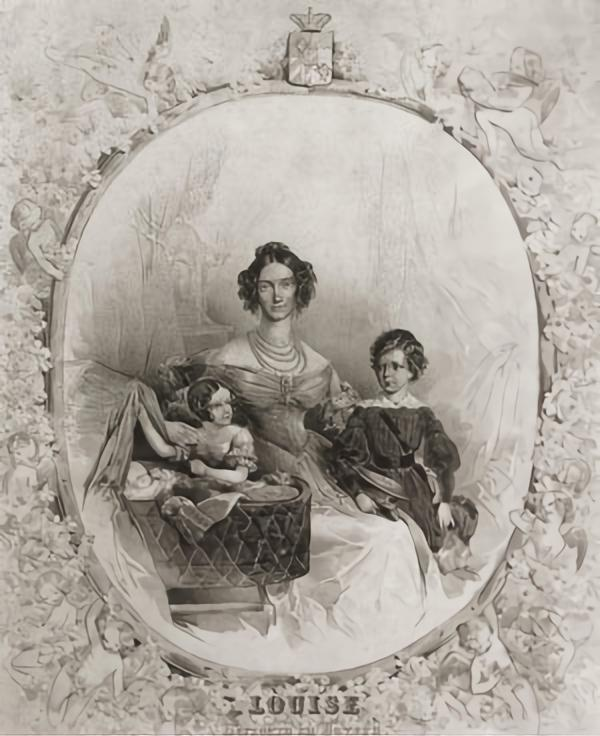
Mária Ludovika hercegnő legidősebb gyermekeivel: Lajossal, Ilona Karolinával és az újszülött Erzsébettel.

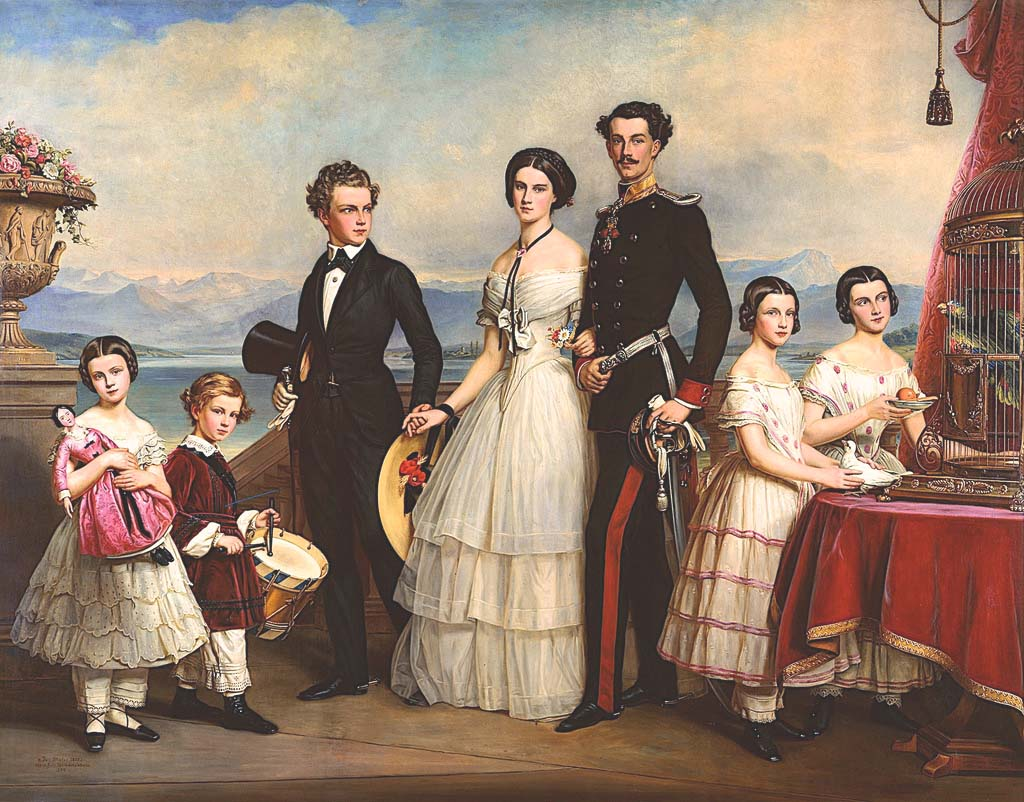
Miksa József herceg és Mária Ludovika hercegnő 7 gyermeke: Zsófia Sarolta, Miksa Emánuel, Károly Tivadar, Ilona Karolina, Lajos Vilmos, Matilda Ludovika és Mária Zsófia Amália hercegek/hercegnők (Joseph K. Stieler festménye, 1854 körül).

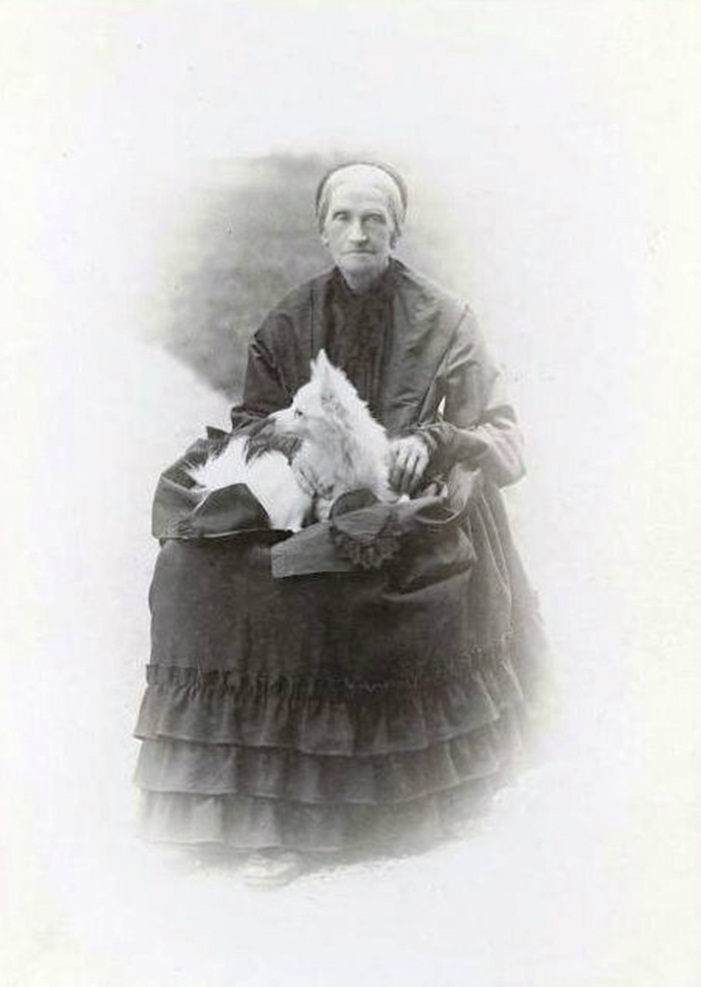
Mária Ludovika Vilma bajor királyi hercegnő, idős korában

### Házassága, gyermekei
1828. szeptember 9-én feleségül ment a Wittelsbach-ház Zweibrücken-Birkenfeld ágából származó Miksa József bajor herceghez, Piusz Ágost bajor herceg (1786–1837) és Amália Lujza arenbergi hercegnő (1789–1823) egyetlen fiához, saját másod-unokatestvéréhez. Testvérei közül Mária Ludovika kötötte a legszerényebb rangú házasságot, pedig a maga korában híres szépségnek számított (Miksával kötött házassága előtt kapcsolat fűzte Miguel portugál infánshoz, a későbbi I. Mihály királyhoz, akihez politikai okokból nem mehetett feleségül).
Az esküvőt a vőlegény lakóhelyén, a bajorországi Tegernsee-ben tartották. A nászéjszakán Ludovikának annyira elege lett Miksa bohóckodásából, hogy bezárta ifjú férjét egy szekrénybe. Tíz gyermekük közül nyolcan érték meg a felnőttkort:
- Lajos Vilmos herceg („Louis”) (1831. június 21. – 1920. november 6.)
- Vilmos Károly herceg (1832. december 24. – 1833. február 13.) kisgyermekként meghalt.
- Ilona (Helene) Karolina hercegnő („Nené”) (1834. április 4. – 1890. május 16.), férje Maximilian Anton Lamoral, Thurn and Taxis hercege (1831–1867).
- Erzsébet Amália hercegnő („Sisi”) (1837–1898), a későbbi Erzsébet császárné és királyné.
- Károly Tivadar herceg („Gackl”, azaz „Lúd”) (1839–1909), szemészorvos. Kétszer nősült, első felesége Zsófia szász hercegnő, a második Mária Jozefa portugál infánsnő volt.
- Mária Zsófia Amália hercegnő (1841. október 4. – 1925. január 19.) Férje II. Ferenc Nápoly és Szicília királya.
- Matilda Ludovika hercegnő („Veréb”) (1843. szeptember 30. – 1925. június 18.) Férje Lodovico, Trani grófja, II. Ferenc nápoly–szicíliai király öccse.
- Miksa herceg (1845. december 8., születésekor meghalt.)
- Zsófia Sarolta hercegnő (1847. február 23. – 1897. május 4.), aki egy darabig II. Lajos bajor király (1845–1886) jegyese volt, később azonban Ferdinand d’Alençon hercegéhez (1844-1910) ment feleségül.
- Miksa Emánuel herceg („Mapperl”, azaz „Mappácska”) (1849. december 7. – 1893. június 12.)

Házasságuk nem volt boldognak nevezhető. A házasfelek temperamentuma teljesen más volt. Férje gyakran utazgatott felesége nélkül. Ludovika hercegnő szerette a vidéki életet, a természetet. Nem sokat törődött azzal, hogy öltözéke vagy társasága a rangjához méltó-e, ami akkoriban nem volt megszokott. Saját bevallása szerint is teljesen elparasztosodott a vidéki létben, ahol nem kellett nagy bálokkal és más társadalmi eseményekkel foglalkoznia, így polgári életet élhetett. Nem volt vallásos, és gyermekeit is ebben a szellemben nevelte, amit anyóstársa, Zsófia főhercegné később gyakran fel is emlegetett menyének, Erzsébetnek. Ludovika a gyermekeit is maga nevelte. 1834-ben a herceg megvásárolta a possenhofeni kastélyt, amely ettől kezdve családjának nyári lakóhelye lett, Ludovika fiatalabb gyermekei is itt születtek.
A családban mindenkinek volt beceneve, ami néha félreértésre adott okot. Mikor leánya, Erzsébet császárné Ischl-ben nyaralt, Ludovika hercegné meglátogatni készült őt, érkezése előtt egy táviratot küldött a következő szöveggel: „Erzsébet császárné. Ischl. Verébbel és Lúddal érkezem. Mimi”. Meg is érkezett két gyermekével, Matildával, akit Verébnek becéztek és fiával, a Lúdnak becézett Károly Tivadarral. Amikor azonban megérkeztek az állomásra, nem várta őket más, csak egy szolga két ketreccel a „madarak” számára.
Időtöltésül órákat gyűjtött, érdekelte a földrajz, ismereteinek nagy részét főleg missziós kalendáriumokból vette. A politikával nem foglalkozott, ezért nem is volt tájékozott benne.